# Thalía
Pour les articles homonymes, voir Thalia.
Ariadna Thalía Sodi Miranda, surnommée Thalía, est une actrice et chanteuse mexicaine, née à Mexico le 26 août 1971 . Elle est connue comme l'une des figures les plus importantes du genre telenovela au niveau international. 

## Biographie

### Enfance et formation
Elle commence à étudier la musique au Conservatoire national de musique du Mexique.
Elle a un trouble de spectre de l'autisme. Elle a développé ce trouble après la mort de son père. Elle déclare aussi avoir été harcelé à l'école à cause de la mort de son père.
Elle a étudié au lycée franco-mexicain.

### Carrière

#### 1981
En 1981, à l'âge de 10 ans, Thalia participe à au groupe de musique Juguemos a cantar. Elle enregistre ainsi 4 albums,,,.
En 1987, elle joue dans la telenovela Pobre señorita Limantour, ainsi que Quinceañera.

#### Carrière solo
En 1990, Thalía publie en solo un album éponyme (es).
En 1991, elle réalise son second album, Mundo de Cristal (es).
Son troisième album, Love (es), sort en 1992. En 1993, l'album atteint la 15e place du Latin Pop Albums (en).
En 2014, elle est invitée à participer au single Sino a ti, par la  vendeuse de disques Italienne : Laura Pausini. La chanson atteint la 8e place dans le classement des meilleures ventes de singles en Italie et la 18e meilleure position des ventes au classement Latino.
En 2015, elle publie le titre Como tú hay dos, en duo avec Becky G.
En janvier 2025, elle publie le titre Amiga da cuenta, en duo avec le groupe de pop latin américain Ha*Ash.

### Vie privée
Le 2 décembre 2000, Thalía épouse Tommy Mottola, (ex-époux de Mariah Carey et ancien président de Sony Music Entertainment). Leur fille Sabrina Sakae naît le 7 octobre 2007, et leur fils Matthew début 2011,.
En 2002, deux de ses sœurs sont kidnappées.

## Filmographie

### Cinéma
- 1979 : La guerra de los pasteles
- 1997 : Anastasia : bande originale espagnole
- 2000 : Mambo Café : Sherlyn

### Telenovelas
- 1987 : La pobre señorita Limantour : Diana
- 1987-1988 : Quinceañera : Beatriz
- 1989 : Luz y sombra : Luz
- 1992-1993 : María Mercedes : María Mercedes
- 1994 : Marimar : Marimar Perez
- 1995-1996 : María la del barrio : María Hernandez
- 1999 : Rosalinda : Rosalinda Pérez Romero.

## Discographie
| Année de sortie | Titre de l'album                 | Discographie          |
| 1988            | Quinceañera                      | Fonovisa (Mexico)     |
| 1990            | Thalía                           | Fonovisa (Mexico)     |
| 1991            | Mundo de Cristal                 | Fonovisa (Mexico)     |
| 1992            | Love                             | Fonovisa (Mexico)     |
| 1995            | En éxtasis                       | EMI Music (Mexico)    |
| 1997            | Nandito Ako                      | EMI Music (Filipinas) |
| 1997            | Anastasia                        | EMI Music (Filipinas) |
| 1997            | Amor a la Mexicana               | EMI Music (Mexico)    |
| 2000            | Arrasando                        | EMI Music (Mexico)    |
| 2001            | It's My Party                    | EMI Music             |
| 2001            | Thalía con banda: grandes éxitos | EMI Music             |
| 2002            | Tu y yo                          | EMI Music Latin       |
| 2003            | Thalía's Hit's Remixed           | EMI Music Latin       |
| 2003            | I Want You                       | EMI/Virgin Records    |
| 2004            | Greatest Hits                    | EMI Music Latin       |
| 2005            | El sexto sentido                 | EMI Music Latin       |
| 2006            | El sexto sentido Re+Loaded       | EMI Televisa Music    |
| 2008            | Lunada                           | EMI Televisa Music    |
| 2009            | Primera fila                     | Sony Music Latin      |
| 2012            | Habitame siempre                 | Sony Music Latin      |

(*) Ne pas confondre avec son premier disque enregistré  en 1990.
(**) Premier disque totalement produit en anglais. Ne pas confondre avec ses titres antérieurs sous le même nom. Dans ce disque, elle participe à un duo avec Fat Joe.
On remarque la participation du reggaetonero Héctor El Bambino dans un titre Amar sin ser amada dans un duo avec Thalia.